# Jezioro Czarne (gmina Pszczew)
Jezioro Czarne (niem. Schwarzer See) – jezioro w Polsce, położone w województwie lubuskim, w powiecie międzyrzeckim, w gminie Pszczew, leżące na obszarze Pojezierza Poznańskiego, w granicach Pszczewskiego Parku Krajobrazowego.

## Charakterystyka
Jezioro otoczone lasami, leży kilkaset metrów na północny wschód od wsi Stołuń. Misa jeziora ma wydłużony kształt, który jest charakterystyczny dla jezior rynnowych, od południa połączone rzeczką Męcinką z pobliskim jeziorem Białym.